# Listă de aeroporturi după codul IATA: C
Mai jos este lista de aeroporturi al căror cod IATA începe cu litera C.
Această listă este generată cu date din Wikidata și este actualizată periodic de un robot.
 Editările făcute în listă vor fi șterse la următoarea actualizare!
| Imagine | Cod IATA | Articol                                                                |
| ------- | -------- | ---------------------------------------------------------------------- |
|         | CAT      | Aerodromul municipal Cascais                                           |
|         | CCL      | Aeroportul Chinchilla                                                  |
|         | CSZ      | Aeroportul Brigadier Hector Eduardo Ruiz                               |
|         | CTH      | Aeroportul Chester County G. O. Carlson                                |
|         | CRL      | Aeroportul Bruxelles South Charleroi                                   |
|         | CTC      | Aeroportul Internațional Coronel Felipe Varela                         |
|         | CTM      | Aeroportul Chetumal                                                    |
|         | CAW      | Aeroportul Bartolomeu Lysandro                                         |
|         | CNN      | Aeroportul Internațional Kannur                                        |
|         | CMS      | Aeroportul Scusciuban                                                  |
|         | CTD      | Aeroportul Chitré Alonso Valderrama                                    |
|         | CEJ      | Aeroportul Chernihiv Shestovitsa                                       |
|         | CAR      | Aeroportul Municipal Caribou                                           |
|         | CLL      | Aeroportul Easterwood                                                  |
|         | CFM      | Aeroportul Conklin (Leismer)                                           |
|         | CSG      | Aeroportul Columbus                                                    |
|         | CJS      | Aeroportul Abraham González                                            |
|         | CXR      | Aeroportul Internațional Cam Ranh                                      |
|         | CNA      | Aeroportul Cananea                                                     |
|         | CIH      | Aeroportul Changzhi Wangcun                                            |
|         | CNL      | Aeroportul Sindal                                                      |
|         | CNB      | Aeroportul Coonamble                                                   |
|         | CFU      | Aeroportul Internațional Corfu                                         |
|         | CPR      | Aeroportul Internațional Casper–Natrona County                         |
|         | CWT      | Aeroportul Cowra                                                       |
|         | CRG      | Aeroportul Jacksonville Executive at Craig                             |
|         | CDS      | Aeroportul Municipal Childress                                         |
|         | CNR      | Aeroportul Chanaral                                                    |
|         | COI      | Aeroportul Merritt Island                                              |
|         | COL      | Aeroportul Coll                                                        |
|         | CKT      | Aeroportul Sarakhs                                                     |
|         | CPS      | Aeroportul St. Louis Downtown                                          |
|         | CRE      | Aeroportul Grand Strand                                                |
|         | CCC      | Aeroportul Cayo Coco                                                   |
|         | CCC      | Aeroportul Jardines del Rey                                            |
|         | CIL      | Aeroportul Council                                                     |
|         | CMU      | Aeroportul Chimbu                                                      |
|         | CRA      | Aeroportul Internațional Craiova                                       |
|         | CAN      | Aeroportul Internațional Guangzhou Baiyun                              |
|         | CUV      | Aeroportul El Cubo                                                     |
|         | CEM      | Aeroportul Central                                                     |
|         | CSB      | Aeroportul Internațional Caransebeș                                    |
|         | CUZ      | Aeroportul Internațional Alejandro Velasco Astete                      |
|         | CQW      | Aeroportul Chongqing Xiannüshan                                        |
|         | CGN      | Aeroportul Köln-Bonn                                                   |
|         | CWS      | Aeroportul Center Island                                               |
|         | CPH      | Aeroportul din Copenhaga                                               |
|         | CXI      | Aeroportul Internațional Cassidy                                       |
|         | CAZ      | Aeroportul Cobar                                                       |
|         | CLH      | Aeroportul Coolah                                                      |
|         | CLG      | Aeroportul Municipal New Coalinga                                      |
|         | CMI      | Aeroportul University of Illinois Willard                              |
|         | CAS      | Aeroportul Casablanca-Anfa                                             |
|         | CYC      | Aeroportul Caye Chapel                                                 |
|         | CBG      | Aeroportul Cambridge                                                   |
|         | CZM      | Aeroportul Internațional Cozumel                                       |
|         | CEH      | Aeroportul Chelinda                                                    |
|         | CXL      | Aeroportul Calexico                                                    |
|         | CAP      | Aeroportul Internațional Cap-Haitien                                   |
|         | CRK      | Aeroportul Internațional Clark                                         |
|         | CYZ      | Aeroportul Cauayan                                                     |
|         | CPO      | Aeroportul Desierto de Atacama                                         |
|         | CMO      | Aeroportul Obbia                                                       |
|         | COM      | Aeroportul Municipal Coleman                                           |
|         | CDI      | Aeroportul Cachoeiro de Itapemirim                                     |
|         | CDW      | Aeroportul Essex County                                                |
|         | CNS      | Aeroportul Cairns                                                      |
|         | CNC      | Aeroportul Coconut Island                                              |
|         | CVL      | Aeroportul Cape Vogel                                                  |
|         | CPC      | Aeroportul Aviador Carlos Campos                                       |
|         | CSV      | Aeroportul Crossville Memorial                                         |
|         | CSU      | Aeroportul Santa Cruz do Sul                                           |
|         | CUF      | Aeroportul Internațional Cuneo                                         |
|         | CSM      | Aeroportul Clinton-Sherman                                             |
|         | CHA      | Aeroportul Chattanooga Metropolitan                                    |
|         | CHI      | Chicago                                                                |
|         | CUB      | Aeroportul Jim Hamilton – L.B. Owens                                   |
|         | CZE      | Aeroportul José Leonardo Chirino                                       |
|         | CYP      | Aeroportul Calbayog                                                    |
|         | CMJ      | Aeroportul Qimei                                                       |
|         | CLX      | Aeroportul Clorinda                                                    |
|         | CAI      | Aeroportul Internațional Cairo                                         |
|         | CAL      | Aeroportul Campbeltown                                                 |
|         | CJC      | Aeroportul El Loa                                                      |
|         | CLV      | Aeroportul Caldas Novas                                                |
|         | CIS      | Aeroportul Canton Island                                               |
|         | CCH      | Aeroportul Chile Chico                                                 |
|         | CDV      | Aeroportul Merle K. (Mudhole) Smith                                    |
|         | CEB      | Aeroportul Internațional Mactan–Cebu                                   |
|         | CFS      | Aeroportul Coffs Harbour                                               |
|         | CAE      | Aeroportul Columbia Metropolitan                                       |
|         | CNT      | Aeroportul Charata                                                     |
|         | CGY      | Aeroportul Laguindingan                                                |
|         | CKS      | Aeroportul Carajás                                                     |
|         | CEK      | Aeroportul Chelyabinsk                                                 |
|         | CIP      | Aeroportul Chipata                                                     |
|         | COP      | Aeroportul Cooperstown-Westville                                       |
|         | CUN      | Aeroportul Internațional Cancún                                        |
|         | CAF      | Aeroportul Carauari                                                    |
|         | CEC      | Aeroportul Del Norte County                                            |
|         | CPV      | Aeroportul Campina Grande                                              |
|         | CHS      | Aeroportul Internațional Charleston                                    |
|         | CYF      | Aeroportul Chefornak                                                   |
|         | CHG      | Aeroportul Chaoyang                                                    |
|         | CDU      | Aeroportul Camden                                                      |
|         | CHP      | Aeroportul Circle Hot Springs                                          |
|         | CUY      | Aeroportul Cue                                                         |
|         | CYT      | Aeroportul Yakataga                                                    |
|         | CCO      | Aeroportul Carimagua                                                   |
|         | CUP      | Aeroportul General José Francisco Bermúdez                             |
|         | CIM      | Aeroportul Cimitarra                                                   |
|         | CJN      | Aeroportul Nusawiru                                                    |
|         | CCS      | Aeroportul Internațional Simón Bolívar                                 |
|         | CVQ      | Aeroportul Carnarvon                                                   |
|         | CHK      | Aeroportul Municipal Chickasaw                                         |
|         | CJM      | Aeroportul Chumphon                                                    |
|         | CBO      | Aeroportul Awang                                                       |
|         | CDP      | Aeroportul Kadapa                                                      |
|         | CEL      | Aeroportul Cape Eleuthera                                              |
|         | CEL      | Aeroportul Canela                                                      |
|         | CNI      | Aeroportul Changhai                                                    |
|         | CRD      | Aeroportul Internațional General Enrique Mosconi                       |
|         | CGE      | Aeroportul Cambridge–Dorchester                                        |
|         | CGI      | Aeroportul Regional Cape Girardeau                                     |
|         | CRV      | Aeroportul Crotone                                                     |
|         | CGD      | Aeroportul Changde Taohuayuan                                          |
|         | CEP      | Aeroportul Concepcion                                                  |
|         | COH      | Aeroportul Cooch Behar                                                 |
|         | CIN      | Aeroportul Arthur N. Neu                                               |
|         | CMP      | Aeroportul Santana do Araguaia                                         |
|         | CRP      | Aeroportul Corpus Christi                                              |
|         | CGC      | Aeroportul Cape Gloucester                                             |
|         | CGS      | Aeroportul College Park                                                |
|         | CAY      | Aeroportul Cayenne – Félix Eboué                                       |
|         | CWC      | Aeroportul Internațional Cernăuți                                      |
|         | CMK      | Aeroportul Club Makokola                                               |
|         | CVE      | Aeroportul Coveñas                                                     |
|         | CNP      | Aeroportul Nerlerit Inaat                                              |
|         | CAA      | Aeroportul El Aguacate                                                 |
|         | CAG      | Aeroportul Cagliari Elmas                                              |
|         | CNJ      | Aeroportul Cloncurry                                                   |
|         | CBB      | Aeroportul Jorge Wilstermann                                           |
|         | CCT      | Aeroportul Colonia Catriel                                             |
|         | CVN      | Aeroportul Municipal Clovis                                            |
|         | CXO      | Aeroportul Lone Star Executive                                         |
|         | CFG      | Aeroportul Jaime González                                              |
|         | CID      | Aeroportul The Eastern Iowa                                            |
|         | CWA      | Aeroportul Central Wisconsin                                           |
|         | CNO      | Aeroportul Chino                                                       |
|         | CTG      | Aeroportul Rafael Núñez                                                |
|         | CHN      | Aeroportul Jeonju                                                      |
|         | CAU      | Aeroportul Caruaru                                                     |
|         | CBV      | Aeroportul Cobán                                                       |
|         | CDK      | Aeroportul George T. Lewis                                             |
|         | CFB      | Aeroportul Cabo Frio                                                   |
|         | CFF      | Aeroportul Cafunfo                                                     |
|         | CGP      | Aeroportul Internațional Shah Amanat                                   |
|         | CGR      | Aeroportul Internațional Campo Grande                                  |
|         | CHJ      | Aeroportul Chipinge                                                    |
|         | CHQ      | Aeroportul Internațional Chania                                        |
|         | CIR      | Aeroportul Cairo                                                       |
|         | CKB      | Aeroportul North Central West Virginia                                 |
|         | CKI      | Aeroportul Croker Island                                               |
|         | CLK      | Aeroportul Regional Clinton                                            |
|         | CLQ      | Aeroportul Lic. Miguel de la Madrid                                    |
|         | CMA      | Aeroportul Cunnamulla                                                  |
|         | CMD      | Aeroportul Cootamundra                                                 |
|         | CMF      | Aeroportul Chambéry                                                    |
|         | CNF      | Aeroportul Internațional Tancredo Neves                                |
|         | COG      | Aeroportul Mandinga                                                    |
|         | CPD      | Aeroportul Coober Pedy                                                 |
|         | CPP      | Aeroportul Coposa                                                      |
|         | CPT      | Aeroportul Internațional Cape Town                                     |
|         | CQD      | Aeroportul Shahrekord                                                  |
|         | CRR      | Aeroportul Ceres                                                       |
|         | CRU      | Aeroportul Lauriston                                                   |
|         | CSH      | Aeroportul Solovki                                                     |
|         | CSK      | Aeroportul Cap Skirring                                                |
|         | CTK      | Aeroportul Municipal Canton                                            |
|         | CWL      | Aeroportul Cardiff                                                     |
|         | CYR      | Aeroportul Colonia                                                     |
|         | CYX      | Aeroportul Chersky                                                     |
|         | CRM      | Aeroportul Național Catarman                                           |
|         | CYU      | Aeroportul Cuyo                                                        |
|         | CCR      | Aeroportul Buchanan Field                                              |
|         | CHX      | Aeroportul Internațional Changuinola "Capitán Manuel Niño"             |
|         | COO      | Aeroportul Cadjehoun                                                   |
|         | COQ      | Aeroportul Choibalsan                                                  |
|         | CBK      | Aeroportul Municipal Colby                                             |
|         | CIK      | Aeroportul Chalkyitsik                                                 |
|         | CHC      | Aeroportul Internațional Christchurch                                  |
|         | CTA      | Aeroportul Catania-Fontanarossa                                        |
|         | CII      | Aeroportul Aydın                                                       |
|         | CHU      | Aeroportul Chuathbaluk                                                 |
|         | CGF      | Aeroportul Cuyahoga County                                             |
|         | CIT      | Aeroportul Internațional Shymkent                                      |
|         | CUE      | Aeroportul Internațional Mariscal Lamar                                |
|         | CKN      | Aeroportul Municipal Crookston                                         |
|         | CTI      | Aeroportul Cuito Cuanavale                                             |
|         | CME      | Aeroportul Ciudad del Carmen                                           |
|         | CMN      | Aeroportul Internațional Mohammed V                                    |
|         | CMR      | Aeroportul Colmar                                                      |
|         | CUH      | Aeroportul Municipal Cushing                                           |
|         | CCM      | Aeroportul Diomício Freitas                                            |
|         | CEN      | Aeroportul Internațional Ciudad Obregón                                |
|         | CDD      | Aeroportul Cauquira                                                    |
|         | CCK      | Aeroportul Cocos (Keeling) Islands                                     |
|         | CDJ      | Aeroportul Conceição do Araguaia                                       |
|         | CFK      | Aeroportul Internațional Chlef                                         |
|         | CYS      | Aeroportul Regional Cheyenne                                           |
|         | CLE      | Aeroportul Internațional Cleveland Hopkins                             |
|         | CFO      | Aeroportul Confresa                                                    |
|         | CTL      | Aeroportul Charleville                                                 |
|         | CWJ      | Aeroportul Cangyuan Washan                                             |
|         | CAJ      | Aeroportul Canaima                                                     |
|         | CRO      | Aeroportul Corcoran                                                    |
|         | CHR      | Aeroportul Châteauroux-Centre "Marcel Dassault"                        |
|         | CDR      | Aeroportul Municipal Chadron                                           |
|         | CLI      | Aeroportul Municipal Clintonville                                      |
|         | CXQ      | Aeroportul Christmas Creek                                             |
|         | CUQ      | Aeroportul Coen                                                        |
|         | COE      | Aeroportul Coeur d'Alene                                               |
|         | CZN      | Aeroportul Chisana                                                     |
|         | CMQ      | Aeroportul Clermont                                                    |
|         | CDT      | Aeroportul Castellón-Costa Azahar                                      |
|         | CBX      | Aeroportul Condobolin                                                  |
|         | CSN      | Aeroportul Carson                                                      |
|         | CSX      | Aeroportul Internațional Changsha Huanghua                             |
|         | CCA      | Aeroportul Chimore                                                     |
|         | CCP      | Aeroportul Internațional Carriel Sur                                   |
|         | CEI      | Aeroportul Internațional Mae Fah Luang – Chiang Rai                    |
|         | CES      | Aeroportul Cessnock                                                    |
|         | CJD      | Aeroportul Candilejas                                                  |
|         | CLA      | Aeroportul Comilla                                                     |
|         | CNV      | Aeroportul Canavieiras                                                 |
|         | CON      | Aeroportul Municipal Concord                                           |
|         | CPB      | Aeroportul Capurganá                                                   |
|         | CSA      | Aeroportul Colonsay                                                    |
|         | CNX      | Aeroportul Internațional Chiang Mai                                    |
|         | CIZ      | Aeroportul Coari                                                       |
|         | CLJ      | Aeroportul Internațional Cluj                                          |
|         | CML      | Aeroportul Camooweal                                                   |
|         | CVF      | Altiportul Courchevel                                                  |
|         | CIA      | Aeroportul Internațional Ciampino–G.B. Pastine                         |
|         | CMW      | Aeroportul Ignacio Agramonte                                           |
|         | CBT      | Aeroportul Catumbela                                                   |
|         | COT      | Aeroportul Cotulla–La Salle County                                     |
|         | CFT      | Aeroportul Greenlee County                                             |
|         | CAD      | Aeroportul Wexford County                                              |
|         | CCU      | Aeroportul Internațional Netaji Subhas Chandra Bose                    |
|         | CAX      | Aeroportul Carlisle Lake District                                      |
|         | CDA      | Aeroportul Cooinda                                                     |
|         | CDE      | Aeroportul Chengde                                                     |
|         | CGZ      | Aeroportul Municipal Casa Grande                                       |
|         | CIU      | Aeroportul Chippewa County                                             |
|         | CUT      | Aeroportul Cutral Có                                                   |
|         | CKK      | Aeroportul Regional Sharp County                                       |
|         | COK      | Aeroportul Internațional Cochin                                        |
|         | CHB      | Aeroportul Chilas                                                      |
|         | CUA      | Aeroportul Ciudad Constitución                                         |
|         | CXH      | Aeroportul Vancouver Harbour Water                                     |
|         | CUR      | Aeroportul Internațional Hato                                          |
|         | COD      | Aeroportul Regional Yellowstone                                        |
|         | CKU      | Aeroportul Municipal Cordova                                           |
|         | CTF      | Aeroportul Coatepeque                                                  |
|         | CCJ      | Aeroportul Internațional Calicut                                       |
|         | CUL      | Aeroportul Federal de Bachigualato                                     |
|         | CBQ      | Aeroportul Internațional Margaret Ekpo                                 |
|         | CGB      | Aeroportul Internațional Marechal Rondon                               |
|         | CJA      | Aeroportul Mayor General FAP Armando Revoredo Iglesias                 |
|         | CMM      | Aeroportul Carmelita                                                   |
|         | CNQ      | Aeroportul Internațional Doctor Fernando Piragine Niveyro              |
|         | CBR      | Aeroportul Internațional Canberra                                      |
|         | CDB      | Aeroportul Cold Bay                                                    |
|         | CEE      | Aeroportul Cherepovets                                                 |
|         | CKC      | Aeroportul Cherkasy                                                    |
|         | CKD      | Aeroportul Crooked Creek                                               |
|         | COJ      | Aeroportul Coonabarabran                                               |
|         | CTQ      | Aeroportul Santa Vitória do Palmar                                     |
|         | CAB      | Aeroportul Cabinda                                                     |
|         | CAV      | Aeroportul Cazombo                                                     |
|         | CDG      | Aeroportul Internațional Charles de Gaulle                             |
|         | CLP      | Aeroportul Clarks Point                                                |
|         | CWB      | Aeroportul Internațional Afonso Pena                                   |
|         | CTU      | Aeroportul Internațional Chengdu Shuangliu                             |
|         | CTE      | Aeroportul San Blas                                                    |
|         | CYL      | Aeroportul Coyoles                                                     |
|         | CZH      | Aeroportul Corozal                                                     |
|         | CZX      | Aeroportul Changzhou Benniu                                            |
|         | CGT      | Aeroportul Chinguetti                                                  |
|         | CXM      | Aeroportul Camaxilo                                                    |
|         | CKM      | Aeroportul Fletcher Field                                              |
|         | CEF      | Aeroportul Westover Metropolitan                                       |
|         | CKG      | Aeroportul Internațional Chongqing Jiangbei                            |
|         | CND      | Aeroportul Internațional „Mihail Kogălniceanu” Constanța               |
|         | CNW      | Aeroportul TSTC Waco                                                   |
|         | CHL      | Aeroportul Challis                                                     |
|         | CTB      | Aeroportul Municipal Cut Bank                                          |
|         | CPL      | Aeroportul Chaparral                                                   |
|         | CTS      | Aeroportul New Chitose                                                 |
|         | CFN      | Aeroportul Donegal                                                     |
|         | CIX      | Aeroportul Internațional Cap. FAP José A. Quiñones Gonzáles            |
|         | CIF      | Aeroportul Chifeng Yulong                                              |
|         | CLO      | Aeroportul Alfonso Bonilla Aragón                                      |
|         | CHH      | Aeroportul Chachapoyas                                                 |
|         | CBN      | Aeroportul Penggung                                                    |
|         | CCI      | Aeroportul Concórdia                                                   |
|         | COU      | Aeroportul Regional Columbia                                           |
|         | CVC      | Aeroportul Cleve                                                       |
|         | CIG      | Aeroportul Craig–Moffat                                                |
|         | CXT      | Aeroportul Charters Towers                                             |
|         | CGM      | Aeroportul Camiguin                                                    |
|         | CSC      | Aeroportul Codela                                                      |
|         | CNU      | Aeroportul Chanute Martin Johnson                                      |
|         | COR      | Aeroportul Internațional Ingeniero Aeronáutico Ambrosio L.V. Taravella |
|         | CER      | Aeroportul Cherbourg – Maupertus                                       |
|         | CIJ      | Aeroportul Captain Aníbal Arab                                         |
|         | CMG      | Aeroportul Internațional Corumbá                                       |
|         | CIY      | Aeroportul Comiso                                                      |
|         | CKY      | Aeroportul Internațional Conakry                                       |
|         | CVB      | Aeroportul Chungribu                                                   |
|         | CKZ      | Aeroportul Çanakkale                                                   |
|         | CCN      | Aeroportul Chaghcharan                                                 |
|         | CPA      | Aeroportul Cape Palmas                                                 |
|         | CUO      | Aeroportul Caruru                                                      |
|         | CLY      | Aeroportul Calvi – Sainte-Catherine                                    |
|         | CAH      | Aeroportul Ca Mau                                                      |
|         | CUD      | Aeroportul Caloundra                                                   |
|         | CKX      | Aeroportul Chicken                                                     |
|         | CIC      | Aeroportul Municipal Chico                                             |
|         | CWF      | Aeroportul Chennault                                                   |
|         | CWW      | Aeroportul Corowa                                                      |
|         | CLS      | Aeroportul Chehalis–Centralia                                          |
|         | CZJ      | Aeroportul Corazon De Jesus                                            |
|         | CEY      | Aeroportul Murray-Calloway County                                      |
|         | CTY      | Aeroportul Cross City                                                  |
|         | CXP      | Aeroportul Tunggul Wulung                                              |
|         | CPE      | Aeroportul Ing. Alberto Acuña Ongay                                    |
|         | CXN      | Aeroportul Candala                                                     |
|         | COC      | Aeroportul Comodoro Pierrestegui                                       |
|         | CSQ      | Aeroportul Municipal Creston                                           |
|         | CYA      | Aeroportul Antoine-Simon                                               |
|         | CUK      | Aeroportul Caye Caulker                                                |
|         | CEO      | Aeroportul Waco Kungo                                                  |
|         | CCB      | Aeroportul Cable                                                       |
|         | CIQ      | Aeroportul Chiquimula                                                  |
|         | CCE      | Aeroportul Capital                                                     |
|         | CVG      | Aeroportul Internațional Cincinnati/Northern Kentucky                  |
|         | CJB      | Aeroportul Coimbatore                                                  |
|         | CCZ      | Aeroportul Chub Cay                                                    |
|         | CMH      | Aeroportul Internațional John Glenn Columbus                           |
|         | CHF      | Aeroportul Jinhae                                                      |
|         | CFE      | Aeroportul Clermont-Ferrand Auvergne                                   |
|         | CVH      | Aeroportul Caviahue                                                    |
|         | CBF      | Aeroportul Municipal Council Bluffs                                    |
|         | CAC      | Aeroportul Cascavel                                                    |
|         | CBE      | Aeroportul Regional Greater Cumberland                                 |
|         | CBH      | Aeroportul Boudghene Ben Ali Lotfi                                     |
|         | CBS      | Aeroportul Oro Negro                                                   |
|         | CCV      | Aeroportul Craig Cove                                                  |
|         | CFR      | Aeroportul Caen – Carpiquet                                            |
|         | CHT      | Aeroportul Chatham Islands / Tuuta                                     |
|         | CHY      | Aeroportul Choiseul Bay                                                |
|         | CHZ      | Aeroportul Chiloquin State                                             |
|         | CIW      | Aeroportul Canouan                                                     |
|         | CLU      | Aeroportul Municipal Columbus                                          |
|         | CLZ      | Aeroportul Calabozo                                                    |
|         | CMB      | Aeroportul Internațional Bandaranaike                                  |
|         | CMY      | Aeroportul Sparta/Fort McCoy                                           |
|         | CNZ      | Aeroportul Cangamba                                                    |
|         | COA      | Aeroportul Columbia                                                    |
|         | COZ      | Aeroportul Constanza                                                   |
|         | CQS      | Aeroportul Costa Marques                                               |
|         | CRB      | Aeroportul Collarenebri                                                |
|         | CRI      | Aeroportul Colonel Hill                                                |
|         | CRZ      | Aeroportul Turkmenabat                                                 |
|         | CYW      | Aeroportul Național Captain Rogelio Castillo                           |
|         | CGH      | Aeroportul Congonhas-São Paulo                                         |
|         | CZL      | Aeroportul Internațional Mohamed Boudiaf                               |
|         | CJF      | Aeroportul Coondewanna                                                 |
|         | CJT      | Aeroportul Comitán                                                     |
|         | CRW      | Aeroportul Yeager                                                      |
|         | CMX      | Aeroportul Houghton County Memorial                                    |
|         | CLR      | Aeroportul Cliff Hatfield Memorial                                     |
|         | CTN      | Aeroportul Cooktown                                                    |
|         | CTX      | Aeroportul Cortland County                                             |
|         | CVO      | Aeroportul Municipal Corvallis                                         |
|         | CWI      | Aeroportul Municipal Clinton                                           |
|         | CXF      | Aeroportul Coldfoot                                                    |
|         | CFV      | Aeroportul Municipal Coffeyville                                       |
|         | CKV      | Aeroportul Regional Clarksville-Montgomery County                      |
|         | CZC      | Aeroportul Copper Center                                               |
|         | CVM      | Aeroportul General Pedro J. Méndez                                     |
|         | CDO      | Aeroportul Cradock                                                     |
|         | CPX      | Aeroportul Benjamín Rivera Noriega                                     |
|         | CQA      | Aeroportul Canarana                                                    |
|         | CSI      | Aeroportul Casino                                                      |
|         | CUG      | Aeroportul Cudal                                                       |
|         | CHM      | Aeroportul Tnte. FAP Jaime Montreuil Morales                           |
|         | CFC      | Aeroportul Caçador                                                     |
|         | CYG      | Aeroportul Corryong                                                    |
|         | CUU      | Aeroportul Internațional General Roberto Fierro Villalobos             |
|         | CJL      | Aeroportul Chitral                                                     |
|         | CDC      | Aeroportul Regional Cedar City                                         |
|         | CDY      | Aeroportul Cagayan de Sulu                                             |
|         | CZA      | Aeroportul Chichen Itza                                                |
|         | CEW      | Aeroportul Bob Sikes                                                   |
|         | CEZ      | Aeroportul Municipal Cortez                                            |
|         | CWX      | Aeroportul Cochise County                                              |
|         | CXB      | Aeroportul Cox's Bazar                                                 |
|         | CZS      | Aeroportul Internațional Cruzeiro do Sul                               |
|         | CXY      | Aeroportul Cat Cay                                                     |
|         | CZF      | Aeroportul Cape Romanzof LRRS                                          |
|         | CBL      | Aeroportul Tomás de Heres                                              |
|         | CGK      | Aeroportul Internațional Soekarno–Hatta                                |
|         | CNH      | Aeroportul Municipal Claremont                                         |
|         | CLD      | Aeroportul McClellan–Palomar                                           |
|         | CUC      | Aeroportul Camilo Daza                                                 |
|         | CTZ      | Aeroportul Clinton-Sampson County                                      |
|         | CYI      | Aeroportul Chiayi                                                      |
|         | CBJ      | Aeroportul Cabo Rojo                                                   |
|         | CYO      | Aeroportul Vilo Acuña                                                  |
|         | CDQ      | Aeroportul Croydon                                                     |
|         | CUM      | Aeroportul Antonio José de Sucre                                       |
|         | CSY      | Aeroportul Cheboksary                                                  |
|         | CYB      | Aeroportul Charles Kirkconnell                                         |
|         | CXJ      | Aeroportul Caxias do Sul                                               |
|         | CZT      | Aeroportul Dimmit County                                               |
|         | CPQ      | Aeroportul Campo dos Amarais                                           |
|         | CLT      | Aeroportul Internațional Charlotte/Douglas                             |
|         | CVT      | Aeroportul Coventry                                                    |
|         | CGO      | Aeroportul Zhengzhou Xinzheng                                          |
|         | COS      | Aeroportul Colorado Springs                                            |
|         | CRX      | Aeroportul Roscoe Turner                                               |
|         | CGQ      | Aeroportul Internațional Changchun Longjia                             |
|         | CHV      | Aeroportul Chaves                                                      |
|         | CPM      | Aeroportul Compton/Woodley                                             |
|         | CNK      | Aeroportul Municipal Blosser                                           |
|         | CGJ      | Aeroportul Kasompe                                                     |
|         | CXA      | Aeroportul Caicara del Orinoco                                         |
|         | CVJ      | Aeroportul General Mariano Matamoros                                   |
|         | CKH      | Aeroportul Chokurdakh                                                  |
|         | CPF      | Aeroportul Ngloram                                                     |
|         | CZK      | Aeroportul Cascade Locks State                                         |
|         | CLM      | Aeroportul William R. Fairchild                                        |
|         | CRF      | Aeroportul Carnot                                                      |
|         | CBW      | Aeroportul Campo Mourão                                                |
|         | CEQ      | Aeroportul Cannes – Mandelieu                                          |
|         | CJU      | Aeroportul Internațional Jeju                                          |
|         | COY      | Aeroportul Coolawanyah Station                                         |
|         | CJJ      | Aeroportul Internațional Cheongju                                      |
|         | CBP      | Aeroportul Coimbra                                                     |
|         | CQM      | Aeroportul Ciudad Real Central                                         |
|         | CED      | Aeroportul Ceduna                                                      |
|         | CVU      | Aeroportul Corvo                                                       |
|         | CCW      | Aeroportul Cowell                                                      |
|         | CHO      | Aeroportul Charlottesville Albemarle                                   |
|         | CAK      | Aeroportul Akron-Canton                                                |
|         | CKO      | Aeroportul Cornélio Procópio                                           |
|         | CAQ      | Aeroportul Juan H. White                                               |
|         | CEU      | Aeroportul Regional Oconee County                                      |
|         | CCY      | Aeroportul Regional Northeast Iowa                                     |
|         | CCF      | Aeroportul Carcassonne                                                 |